# Steve Harris
Stephen "Steve" Percy Harris (Leytonstone, London, 12. ožujka 1956.), ili Arry za obožavatelje, je basist i glavni tekstopisac heavy metal sastava Iron Maiden. Osnovao je grupu kao tinejdžer 1975. On i gitarist Dave Murray su jedini izvorni članovi sastava aktivni i danas, nakon trideset godina. Radio je kao crtač za arhitekte u istočnom dijelu Londona, ali je odustao od svog posla radi osnivanja Iron Maidena. Tijekom sredine 1970-ih bio je mladi nogometaš West Ham Uniteda. Talentiran je nogometaš, i njegovi kolege iz sastava tvrde da bi imao ozbiljnu nogometnu karijeru kada ne bi svirao bas.
Samoučenom basistu je prva bas-gitara bila kopija Fender Precision Bassa koja ga je koštala oko 40 funti kada je imao 17 godina. Karakterističan zvuk Steveove bas-gitare dolazi od udaranja metalnih žica o gitaru.
Na Harrisa su utjecali drugi bas svirači poput Chrisa Squirea iz grupe Yes, Johna Deacona iz grupe Queen, Mikea Rutherforda iz grupe Genesis, Geddya Leeja iz grupe Rush i mnogi drugi. Jedan od njegovih najdražih basista svih vremena je Pete Way iz grupe UFO, za kojeg se tvrdi da je izvrsno utjecao na Harrisov način sviranja.
Harrisov prvi sastav zvao se Influence, koji je kasnije preimenovan u Gypsy's Kiss. Kasnije se pridružio sastavu Smiler, u kojem je bio najmlađi član. Na kraju je otišao jer su mu članovi sastava dali do znanja da nisu htjeli basista koji je šetao pozornicom i pisao pjesme. Nakon toga Harris je osnovao Iron Maiden. Ideje za ime sastava sjetio se nakon što je vidio željeznu djevu, vrstu sprave za mučenje, iz filma Čovjek sa željeznom maskom.
Steve Harris je Iron Maidenov glavni skladatelj i tekstopisac. Harrisove pjesme prepoznatljive su po mnogim promjenama tempa. Najčešće su to duge epske pjesme. Pod utjecajem progresivnih rock sastava iz 1970.-ih kao King Crimson i Genesis, Harris često piše stihove o mitologiji, povijesti ili temama inspirirane raznim knjigama i filmovima.
Za Stevea Harrisa se smatra da je jedan od najboljih i najutjecajnijih heavy metal basista. Obično sklada dijelove s tri brze note - jednom osminkom i dvije šesnaestinke - koje svira s dva prsta. Prije sviranja, Harris namasti prste kako bi lakše svirao, kao što je prikazano na bonus materijalu DVD-a albuma A Matter of Life and Death. Steve je izjavio da nikada ne koristi trzalicu i nikada ne vježba prije koncerta.
Svira na posebno obojenoj bas-gitari koja je sudjelovala u snimanju svakog Iron Maiden albuma. Gitara je prošla kroz tri promjene boje - originalno bijele boje, potom obojana u crnu, pa plavu, da bi sada bila kremaste boje sa zaštitnim znakom nogometnog kluba West Ham Uniteda.

## Drugi glazbeni talenti
- Editiranje/miksanje glazbe
- Editiranje/produciranje glazbenih videa
- Klavijature
- Prateći vokal
- Bas sintisajzer

Steve Harris je Iron Maidenov glavni klavijaturist (osim na izvedbama uživo i na par drugih pjesama gdje je taj posao obavljao Michael Kenney) otkad su ih prvobitno koristili na albumu Seventh Son of a Seventh Son. Iako su klavijature na tom albumu predstavljale malu ulogu, složenost i brzina sviranja se povećala kako se Steve poboljšao.
Dok se pokazao u sviranju klavijatura, izgleda da Steve Harris nije dobar u sviranju bubnjeva. Ponekad je znao pokazivati Nickou McBrainu što želi da on točno odsvira, i, kako je to Nicko rekao, zvučalo je 'kao moja baka'.
Steve Harris je igra veliku ulogu i u miksanju Iron Maidenovih albuma, kao i u produciranju istih. To radi od albuma Fear of the Dark. Steve također i režira i uređuje mnoge Iron Maidenove spotove. Posjeduje i svoj glazbeni studio.
Harris je i popratni vokal u Iron Maidenu, uz Adriana Smitha. Poznat je po pjevanju pjesama dok svira u živim izvedbama, bez mikrofona.

## Zanimljivosti
- U dokumentarnom filmu The Early Days otkrio je da je htio biti bubnjar, ali nije imao mjesta u sobi za set bubnjeva jer je živio sa svojom bakom.
- Harris je dizajnirao Iron Maidenov prvi logo koji je koristio Iron Maiden Font, viđen na svim njihovim albumima.
- Kako je Harris bio središte pozornosti u Maidenovim ranijim gažama, kada je Bruce Dickinson postao član sastava došlo je do svađa između njih dvoje jer su obojica htjela biti u središtu pozornosti. Bruce je spomenuo u dokumentarnom filmu The Early Days da ga je Harris ponekad laktario na pozornici i time ostao u središtu, no Bruce mu je uzvratio uslugu kada se Harris spotaknuo na pozornici.
- Tamniji ton albuma The X Factor je posljedica problema u Harrisovom privatnom životu. Bio se nedavno rastao od žene, a i otac mu je preminuo.
- Njegova najstarija kćer Lauren Harris je pjevačica i trebala bi uskoro izdati debitantski album. Nedavno je pratila Iron Maiden na njihovoj A Matter of Life and Death turneji.

## Diskografija
Iron Maiden
- Iron Maiden (1980.)
- Killers (1981.)
- The Number of the Beast (1982.)
- Piece of Mind (1983.)
- Powerslave (1984.)
- Live After Death (1985.)
- Somewhere in Time (1986.)
- Seventh Son of a Seventh Son (1988.)
- No Prayer for the Dying (1990.)
- Fear of the Dark (1992.)
- A Real Live One (1993.)
- A Real Dead One (1993.)
- Live at Donington (1993.)
- The X Factor (1995.)
- Virtual XI (1998.)
- Brave New World (2000.)
- Rock in Rio (2002.)
- Dance of Death (2003.)
- Death on the Road (2005.)
- A Matter of Life and Death (2006.)
- Somewhere Back in Time - The Best of: 1980-1989 (2008.)
- The Final Frontier (2010.)
- The Book of Souls (2015.)

Samostalni albumi
- British Lion (2012.)